# Я вернусь (песня Игоря Талькова)
«Я верну́сь» — песня Игоря Талькова (1990) в жанре философской рок-баллады. Получила известность после появления в советском радиоэфире с 1990 года, исполненная в рамках авторской концертной программы Талькова «Суд» (весна-лето 1991 года) и на фестивале «Песня года» (1991). Часто песня воспринимается как духовное завещание Игоря Талькова.
Мелодия песни имеет заметное сходство с композицией «Lily Was Here» (Candy Dulfer & David A. Stewart), что стало поводом для обвинения Талькова в плагиате.

## История создания
Написана песня предположительно в 1990 году. Из наиболее ранних известна запись одного из первоначальных вариантов фонограммы данной песни (сильно отличающейся от последующей студийной), исполненной Тальковым на концерте в ГЦКЗ «Россия» 9 сентября 1990 года.
Песня входила в концертную программу Игоря Талькова «Суд», завершая в ней социальный блок.
Песня «Я вернусь» впервые была издана на грампластинке с названием «Россия» уже после гибели Игоря Талькова в конце 1991 года лейблом «Ладъ».

## Мнения
Исследователь песенной поэзии Игоря Талькова, доктор филологических наук Илья Ничипоров, охарактеризовавший песню «Я вернусь», как написанную в жанре философской баллады, назвал её одной из ключевых и итоговых песен, песней-пророчеством, в которой Тальков осуществил вселенское обобщение осмысляемой с духовной точки зрения собственной судьбы «и пути Родины».
Литературный критик Владимир Бондаренко, приводя в газете «Завтра» строки песни, «Я вернусь» выразил мнение, что Игорь Тальков конструировал новую счастливую утопию и верил в её реальность, а своей энергией воскрешения он больше заражал переполненные залы, чем конкретными, не всегда понятыми до конца текстами, и может быть рассмотрен как один из немногих реальных символов попытки возрождения национальной России в конце XX века.

## Награды и достижения
- В 1991 году песня «Я вернусь» исполнялась Игорем Тальковым и его группой «Спасательный круг» на фестивале «Песня года». После смерти Игоря Талькова песня «Я вернусь» стала лауреатом финального фестиваля «Песня-91». На финальном фестивале диплом лауреата получили вдова и сын Игоря Талькова.

## Издания
Кроме оригинальной пластинки «Россия» (1991), песня «Я вернусь» издавалась в нескольких вариантах исполнения в ряде различных посмертных изданий Игоря Талькова:
- В студийных альбомах: «Я вернусь» (1993), «Лучшие песни» (2001), «Родина моя» (2001) и др.
- В концертных альбомах: «Концерт 23 февраля 1991 года в Лужниках» (1993), «Последний концерт» (1996), «Суд» (2001) и др.
- В 1990 году песня «Я вернусь» была записана Сергеем Скачковым и группой «Земляне» для магнитоальбома «Русские, русские, русские… Завтра уже началось…» и также исполнялась на концертах группы того периода, студийная фонограмма 1990 года вошла также в сборник лучших песен группы под названием «Мы люди русские» (CD, 2016).[5].
- В 2001 году песня «Я вернусь» была исполнена Валерием Леонтьевым, и вошла заглавной песней в трибьют-альбом «Я вернусь»[6], в котором лучшие песни музыканта были исполнены некоторыми артистами российской эстрады в память 10-летия со дня гибели Талькова.

## В театре
Российский актёр и режиссёр-постановщик Алексей Локтев в 1993 году поставил спектакль с названием «Я вернусь», посвященный Игорю Талькову.

## Известные строки из песни
- «Я пророчить не берусь, но точно знаю что вернусь, пусть даже через сто веков, в страну не дураков, а гениев».
- «Не предан земле тиран».
- «Я воскресну и спою» и др…

Строки из данной песни, такие, как, например, «я вернусь…», «я пророчить не берусь», «поверженный в бою», «я воскресну и спою» часто используется в качестве названий либо ключевых идей документальных фильмов, посвящённых Игорю Талькову. Например, документальный фильм «Игорь Тальков. Поверженный в бою». Первый канал. 4 ноября 2011 года. Производство: ТК Останкино. Автор фильма и режиссёр: Анна Гуляева, Документальный фильм «Я вернусь… Игорь Тальков». Режиссёр Татьяна Кузнецова, сценарист Надежда Румянцева. Производство: ООО «Альфа-фильм» и другие.